# WCT Invitational 1981
Il WCT Invitational 1981 è stato un torneo di tennis giocato sul sintetico indoor. È stata la 4ª edizione del torneo che fa parte del Volvo Grand Prix 1981. Si è giocato a Salisbury negli USA dal 2 all'8 marzo 1981.

## Campioni

### Singolare maschile
Bill Scanlon ha battuto in finale  Vijay Amritraj con il punteggio di 3–6, 6–2, 6–4, 3–6, 6–4

### Doppio maschile
- Doppio non disputato